# Bruce Weintraub
Bruce David Weintraub (geboren am 28. Februar 1952 in New York; gestorben am 14. Dezember 1985 in Los Angeles) war ein amerikanischer Szenenbildner. Für seine Arbeit an dem Film Der Unbeugsame (The Natural) wurde er gemeinsam mit Mel Bourne und Angelo P. Graham 1985 für einen Oscar in der Kategorie Bestes Szenenbild nominiert. Sein Schaffen seit Mitte der 1970er Jahre umfasst mehr als zehn Produktionen.
Er starb im Alter von 33 Jahren an AIDS.

## Filmografie (Auswahl)
- 1974: The Wild Party
- 1979: Hardcore – Ein Vater sieht rot (Hardcore)
- 1979: The Rose
- 1980: Cruising
- 1981: Blow Out – Der Tod löscht alle Spuren (Blow Out)
- 1982: Summer Lovers
- 1982: Katzenmenschen (Cat People)
- 1983: Scarface
- 1984: Der Unbeugsame (The Natural)
- 1985: Die Ehre der Prizzis (Prizzi’s Honor)
- 1986: Pretty in Pink